# Bridgeville (Delaware)
Bridgeville es un pueblo ubicado en el condado de Sussex en el estado estadounidense de Delaware. En el año 2000 tenía una población de 1.436 habitantes y una densidad poblacional de 682.8 personas por km².

## Geografía
Bridgeville se encuentra ubicado en las coordenadas 38°44′33″N 75°36′6″O / 38.74250, -75.60167.

## Demografía
Según la Oficina del Censo en 2000 los ingresos medios por hogar en la localidad eran de $26,579, y los ingresos medios por familia eran $30,083. Los hombres tenían unos ingresos medios de $25,536 frente a los $20,298 para las mujeres. La renta per cápita para la localidad era de $14,965. Alrededor del 27.4% de la población estaban por debajo del umbral de pobreza.